# Pegomya lhasaensis
Pegomya lhasaensis är en tvåvingeart som beskrevs av Zhong 1985. Pegomya lhasaensis ingår i släktet Pegomya och familjen blomsterflugor. Inga underarter finns listade i Catalogue of Life.